# Zdeno Chára
Zdeno Chára (Trenčín, 18 marzo 1977) è un hockeista su ghiaccio slovacco professionista che gioca nel ruolo di difensore. Dalla stagione 1997-98 gioca nella National Hockey League prima con gli Islanders e con Ottawa, poi dalla stagione 2006-07 con i Boston Bruins di cui è da allora il capitano. Con i suoi 206 cm è il giocatore più alto che abbia mai giocato nella NHL.

## Statistiche

### Club
| Stagione   | Squadra                 | Stagione regolare | Stagione regolare | Stagione regolare | Stagione regolare | Stagione regolare | Stagione regolare | Playoff | Playoff | Playoff | Playoff | Playoff |
| Stagione   | Squadra                 | Lega              | P                 | G                 | A                 | Pt                | PIM               | P       | G       | A       | Pt      | PIM     |
| ---------- | ----------------------- | ----------------- | ----------------- | ----------------- | ----------------- | ----------------- | ----------------- | ------- | ------- | ------- | ------- | ------- |
| 1996–97    | Prince George Cougars   | WHL               | 49                | 3                 | 19                | 22                | 120               | 15      | 1       | 7       | 8       | 45      |
| 1997–98    | Kentucky Thoroughblades | AHL               | 48                | 4                 | 9                 | 13                | 125               | 1       | 0       | 0       | 0       | 4       |
| 1997–98    | New York Islanders      | NHL               | 25                | 0                 | 1                 | 1                 | 50                | —       | —       | —       | —       | —       |
| 1998–99    | Lowell Lock Monsters    | AHL               | 23                | 2                 | 2                 | 4                 | 47                | —       | —       | —       | —       | —       |
| 1998–99    | New York Islanders      | NHL               | 59                | 2                 | 6                 | 8                 | 83                | —       | —       | —       | —       | —       |
| 1999–00    | New York Islanders      | NHL               | 65                | 2                 | 9                 | 11                | 57                | —       | —       | —       | —       | —       |
| 2000–01    | New York Islanders      | NHL               | 82                | 2                 | 7                 | 9                 | 157               | —       | —       | —       | —       | —       |
| 2001–02    | Dukla Trencin           | Extraliga         | 8                 | 2                 | 2                 | 4                 | 32                | —       | —       | —       | —       | —       |
| 2001–02    | Ottawa Senators         | NHL               | 75                | 10                | 13                | 23                | 156               | 10      | 0       | 1       | 1       | 12      |
| 2002–03    | Ottawa Senators         | NHL               | 74                | 9                 | 30                | 39                | 116               | 18      | 1       | 6       | 7       | 14      |
| 2003–04    | Ottawa Senators         | NHL               | 79                | 16                | 25                | 41                | 147               | 7       | 1       | 1       | 2       | 8       |
| 2004–05    | Färjestads BK           | Elitserien        | 33                | 10                | 15                | 25                | 132               | 13      | 3       | 5       | 8       | 82      |
| 2005–06    | Ottawa Senators         | NHL               | 71                | 16                | 27                | 43                | 135               | 10      | 1       | 3       | 4       | 23      |
| 2006–07    | Boston Bruins           | NHL               | 80                | 11                | 32                | 43                | 100               | —       | —       | —       | —       | —       |
| 2007–08    | Boston Bruins           | NHL               | 77                | 17                | 34                | 51                | 114               | 7       | 1       | 1       | 2       | 12      |
| 2008–09    | Boston Bruins           | NHL               | 80                | 19                | 31                | 50                | 95                | 11      | 1       | 3       | 4       | 12      |
| 2009–10    | Boston Bruins           | NHL               | 80                | 7                 | 37                | 44                | 87                | 13      | 2       | 5       | 7       | 29      |
| 2010–11    | Boston Bruins           | NHL               | 81                | 14                | 30                | 44                | 88                | 24      | 2       | 7       | 9       | 34      |
| 2011–12    | Boston Bruins           | NHL               | 79                | 12                | 40                | 52                | 86                | 7       | 1       | 2       | 3       | 8       |
| 2012–13    | Lev Praga               | KHL               | 25                | 4                 | 6                 | 10                | 24                | —       | —       | —       | —       | —       |
| 2012–13    | Boston Bruins           | NHL               | —                 | —                 | —                 | —                 | —                 | —       | —       | —       | —       | —       |
| Totale NHL | Totale NHL              | Totale NHL        | 1007              | 137               | 322               | 459               | 1471              | 107     | 10      | 29      | 39      | 152     |

## Palmarès

### Club
- Stanley Cup: 1

 Boston Bruins: 2011

### Nazionale
- Campionato mondiale di hockey su ghiaccio: 2

 Slovacchia: 2000, 2012